# Zevenhuizen-Moerkapelle
Zevenhuizen-Moerkapelle est une ancienne commune néerlandaise, de la province de Hollande-Méridionale.

## Histoire
La commune a été créée par la fusion de Zevenhuizen et Moerkapelle, le 1er janvier 1991. Jusqu'au 1er février 1992, la commune issue de cette fusion s'est appelée Moerhuizen.
Le 1er janvier 2010, Zevenhuizen-Moerkapelle a fusionné avec Nieuwerkerk aan den IJssel et Moordrecht pour former la nouvelle commune de Zuidplas. Lors de la fusion, la commune avait une superficie de 30,99 km2. En 2006, la commune comptait 10 326 habitants, répartis dans les villages de Moerkapelle au nord et de Zevenhuizen au sud.